# 二轻工业
二轻工业，是中华人民共和国特定历史时期的一个工业门类，是手工业发展的继续，轻工业的组成部分，在地方工业中具有重要地位和作用。

## 历史
二轻工业的历史来源分为三部分：
- 中华人民共和国成立后，开展了对城镇个体手工业的社会主义改造，成立了多种所有制形式的手工业合作组织。如汽车修理合作社、缝纫社等。
- 1958年大跃进中，城镇家庭妇女被动员起来参加社会劳动，组建的集体所有制的街道工厂。
- 1961年中共中央《关于城乡手工业若干政策问题的决定（试行草案）》（简称“手工业三十五条”）规定，手工业管理部门不分所有制形式，实行按行业归口管理。原有的手工业集体所有制企业之外，部分国营企业被划入了这一行业行政管辖范围。在集体所有制企业中，从独立核算、自负盈亏的合作社（“小集体”）向分级核算、统负盈亏的“大集体”发展。

1965年，第三届全国人民代表大会选举产生的国务院，正式设立中华人民共和国第二轻工业部，和全国手工业合作总社合署办公，管理范围包括塑料制品、皮革、服装、竹木家具、五金制品、衡器、家用电器修理和工艺美术等行业。各省（自治区、直辖市）、地市、县区人民政府纷纷组建手工业管理机构，称第二轻工业厅、局。这些管理部门都是按行业归口管理全民所有制与集体所有制工业的手工业企业，习惯上称为“二轻工业”。
集体所有制企业的税后利润统一上交给市二轻局（手工业联社），集中资金统筹运用于新兴行业，如投资新建改造电子行业企业。这导致老企业缺乏技改资金，长期无法提高老企业的生产条件和职工生活设施的局面。
1970年4月，国务院机构大幅度精简合并，第二轻工业部并入轻工业部。各地从实际出发，基本都保持了二轻工业的管理机构和职能。
1990年代中期，各地纷纷取消了二轻工业管理机构。企业按照所有制的不同改建为企业集团或者合作联社，自主经营。